# Naedo
Naedo  är en ö i Sydkorea. Den ligger utanför ön Geojedo i provinsen Södra Gyeongsang, i den södra delen av landet, 300 km sydost om huvudstaden Seoul. Arean är 0,3 kvadratkilometer och den har 14 invånare.. Administrativt tillhör den Irun-myeon, en socken i stadskommunen Geoje.